# Stanisław Fic
Stanisław Bogdan Fic (ur. 1951 r. w Jakubowicach Murowanych) – polski działacz państwowy, wiceprezydent Lublina, profesor
Ukończył Wyższą Szkołę Inżynierską w Lublinie, kierunek – budownictwo miejskie i przemysłowe, technologia i organizacja budownictwa. Jest profesorem nadzwyczajnym Politechniki Lubelskiej. W latach 1979–1982 był w zespole Programu Rządowego PR – 5, zajmującego się projektowaniem domów mieszkalnych. W latach 1989–1991 pracował w firmie M&M Construction New York USA. O droku 1992 do roku 1995 prowadził własną działalność gospodarczą. Jest członkiem Polskiego Związku Inżynierów i Techników Budownictwa. Był także redaktorem naczelnym czasopisma Poradnik budowlany. 
14 grudnia 2006 r. został powołany na stanowisko I Zastępcy Prezydenta Miasta Lublin